# 大前朔郎
大前 朔郎（おおまえ さくろう 1922年10月1日 - 2005年6月13日）は、日本の教育者、関西学院大学名誉教授、[経済学者］

## 経歴
京都府出身。1945年（昭和20年）関西学院大学経済学部卒業。後に関西学院大学経済学部教授となり、1952年（昭和27年）には撓競技同好会（翌年剣道部に改名）の部長も務めた。イギリスの社会政策学などに関連する翻訳、著作等を多数執筆した。
2005年（平成17年）6月13日、兵庫県西宮市の病院で死去。享年82歳。

## 著作
- 『英国労働政策史序説』 有斐閣 1961年
- 『造船労働者と工場管理宣言：大正十年の川崎造船所争議』（池田信との共著）関西学院大学産業研究所 1962年
- 『戦後兵庫県労働運動史年表：主として兵庫県総評を中心として』 法律文化社 1964年
- 『社会保障論：イギリスを中心にして』 ミネルヴァ書房 1973年
- 『社会保障とナショナルミニマム : イギリスを中心にして』 ミネルヴァ書房 1975年
- 『労働史研究』 啓文社 1983年
- 『労働運動史研究 : オーストラリア・日本』 ミネルヴァ書房 1991年

## 翻訳
- 『消費・貯蓄・雇用』 H.ゴードン・ヘイズ著（汐見三郎、小寺武四郎と共訳）東洋経済新報社 1953年
- 『ミル社会主義論』 ジョン・スチュアート・ミル著 関書院 1958年
- 『労働者のチャンピオン : 自由を求めたイギリスの人びと』 H.フェイガン著 岩波書店 1960年
- 『アメリカ労働組合論』 フロレンス・ピータースン著（安屋和人と共訳） 関書院 1960年
- 『イギリス労働組合運動史』 ヘンリー・ペリング著 東洋経済新報社 1965年